# Мала, Галина Марковна
Галина Марковна Мала (14 июня 1928, ныне в Винницкой области — ?)  — украинская советская деятельница, доярка, заведующий молочнотоварной фермы колхоза имени ХХ съезда КПСС Джулинского (Бершадского района Винницкой области. Депутат Верховного Совета СССР 5-го созыва.

## Биография
Родилась 14 июня 1928 года в крестьянской семье на Винничине. Образование неполное среднее.
В 1944—1954 годах — колхозница, в 1954—1959 годах — доярка колхоза имени ХХ съезда КПСС села Дяковка Джулинского района Винницкой области.
С 1959 года — заведующая молочнотоварной фермы колхоза имени ХХ съезда КПСС села Дяковка Джулинского (теперь — Бершадского района Винницкой области.
Потом — на пенсии в селе Дяковка Бершадского района Винницкой области.

## Награды
- орден Ленина (26.02.1958)
- медали